# Hiperdescente
Hiperdescente é a prática de classificar uma criança de ascendência racial mista na raça socialmente mais dominante dos pais.
Hiperdescente é o oposto de hipodescente (a prática de classificar um filho de ascendência de raça mista na raça parental mais subordinada socialmente). Tanto o hiperdescente quanto o hipodescente variam e podem não ser mutuamente exclusivos de outros métodos para determinar a linhagem, como patrilinealidade e matrilinealidade.

## Exemplos

### Austrália
Até o século XX, os governos federal e estadual e federal da Austrália se engajaram em um programa de separação forçada de crianças aborígines com ascendência branca de suas famílias aborígines e de criá-las em instituições que pretendiam prepará-las para lares adotivos brancos, empregos sob empregadores brancos e/ou casamento com brancos.
Isso ocorreu de acordo com as teorias de hiperdescência populares entre os brancos. Essas idéias geralmente não eram compartilhadas pelos aborígines. Políticos e oficiais brancos utilizaram teorias pseudo-científicas de que os aborígines eram geneticamente e culturalmente inferiores aos brancos e estavam se extinguindo. Essas autoridades acreditavam que, portanto, era impróprio para crianças parcialmente brancas viverem como aborígenes.
Também se acreditava amplamente que, se os aborígines cujos descendentes tivessem filhos com brancos por várias gerações, gerações sucessivas de descendentes seriam cada vez menos distinguíveis dos brancos.
Na Austrália, embora houvesse muitas leis racistas destinadas a manter os aborígenes em uma posição socialmente inferior, não havia leis anti-miscigenação e, portanto, nenhuma barreira ao casamento entre parceiros aborígines e brancos.

### América latina

#### Brasil
O Brasil é um exemplo de país com uma história colonização européia e de escravidão de negros africanos, algo análogo ao dos Estados Unidos da América. No entanto, nos Estados Unidos, o hipodescente foi aplicado, classificando gradualmente qualquer pessoa com ascendência afro-americana como negra, especificamente nas leis de regra de uma gota aprovadas na Virgínia e em outros estados no século XX. No Brasil, por outro lado, pessoas de raça mista, de pele clara ou educação e classes econômicas mais altas foram aceitas na elite. Thomas E. Skidmore, de preto para branco: raça e nacionalidade no pensamento brasileiro explica que muitas das elites brasileiras incentivaram um processo nacional de "branqueamento" por meio da miscigenação. Skidmore escreve (p. 55): "De fato, a miscigenação não suscitou a oposição instintiva da elite branca no Brasil. Pelo contrário, foi um processo bem reconhecido (e tacitamente tolerado) pelo qual alguns sangue misturados (quase sempre invariavelmente leves mulatos) haviam subido ao topo da hierarquia social e política".

#### América hispânica
Hiperdescente também é a regra no resto da América Latina. As populações mestiças da América Latina geralmente se consideram de cultura européia, e não de cultura ameríndia. Isso também é aparente nos Estados Unidos, onde a prática de hipodescendentes é a regra entre a população não-hispânica, contrastando com a hiperdescente entre os hispânicos. Quase metade dos hispânicos dos EUA se consideravam "brancos" no Censo de 2000, junto com 80% da população de Porto Rico. Os não-hispânicos, por outro lado, se forem de raça mista, normalmente se autodenominam brancos apenas se forem uma pequena fração (1/8 ou 1/16) de índio americano, mas, caso contrário, alegam ser de raça mista ou mesmo da raça minoritária. No Censo de 2000, dos 35.305.818 hispânicos, apenas 407.073 (ou pouco mais de 1%) se autodenominavam índio americano, e apenas 2.224.082 (pouco mais de 6%) afirmaram ser de raça mista, embora esses grupos hispânicos (como os mexicanos) sejam mestiço majoritário em seus países de origem.
Cerca de 41,2% dos hispânicos dos EUA se identificam como "alguma outra raça" a partir de 2006, mas as agências governamentais que não reconhecem "alguma outra raça" (como o FBI, o CDC e o NCHS) incluem esse grupo e, portanto, mais de 90% de hispânicos na população branca. Nesses casos, como no NCHS, muitas vezes são mantidas estatísticas separadas para "branco" (que inclui brancos e mais de 90% dos hispânicos) e "branco não hispânico".

### Islândia
Outro exemplo de hiperdescência está na Islândia, que foi inicialmente povoada por noruegueses, que levaram consigo escravos da Irlanda, Escócia e antigos bretões, incluindo algumas mulheres.
Os islandeses modernos são considerados etnicamente um povo escandinavo, embora muitas das gerações fundadoras fossem irlandesas, escocesas ou inglesas.